# Conchifera
Conchifera é um subfilo do filo Mollusca. Compreende todas as classes de moluscos com conchas, incluindo caracóis, amêijoas, conchas de presas, amonites, monoplacóforos e assim por diante. O outro é Aculifera. Conchiferans não monoplacóforos emergiram dentro do outrora comum Monoplacophora, cujo único descendente que mantém sua forma ancestral é o Tryblidiida.
Este termo taxonômico é usado principalmente por paleontólogos, e não por cientistas que estudam os moluscos vivos.

## Classes
As classes dentro da Conchifera incluem:
- Monoplacophora
- Bivalvia
- Gastropoda
- Scaphopoda
- Cephalopoda
- Archinacelloidea†
- Rostroconchia†
- Helcionelloida†